# John Love
John Love (ur. 7 grudnia 1924, zm. 25 kwietnia 2005) – kierowca Formuły 1 z byłej Rodezji (Zimbabwe).

## Życiorys
Zdobył 6 tytułów mistrza Afryki Południowej Formuły 1 (nieprzerwanie w latach 1964-1969). W Europie startował w Formule Junior. Jeździł tam samochodami Cooper-Austin, dostarczanymi przez zespół Kena Tyrrella – Tyrrell Racing. Poważne złamanie ręki podczas wyścigu w Albi spowodowało, że nie został regularnym uczestnikiem cyklu Grand Prix. Startował jednak w dziesięciu wyścigach w sezonach 1962–1972. W 1964 r. zespół Cooper Car Company wystawił go w Grand Prix Włoch na torze Monza jako zastępstwo Phila Hilla.
Ponadto Love był regularnym uczestnikiem Grand Prix RPA na torze Kyalami. Początkowo wystawiał prywatne samochody. W wyścigach w latach 1962, 1963 i 1965 był to Cooper T55, a w 1967 Cooper T79. Wszystkie napędzane silnikami Climax. Od 1968 związał się z zespołem Team Gunston, który umożliwił mu starty w samochodach Brabham (w 1968), Lotus (1969–1970), March oraz Surtees. Wszystkie, oprócz Brabhama napędzanego silnikiem Repco, były wyposażone w jednostki Forda.
Jego największym sukcesem była druga pozycja podczas Grand Prix Południowej Afryki 1967, gdzie o 27 sekund przegrał z Pedro Rodriguezem. Love prowadził nawet w tym wyścigu, lecz awaria pompy paliwa i wymuszony postój w boksie w końcówce rywalizacji, zepchnęły go na drugie miejsce. Sześć punktów, które za ten wynik otrzymał, były jego jedynymi osiągniętymi w Formule 1.
W końcowych latach życia walczył z chorobą nowotworową. Zmarł w wieku 81 lat.

## Wyniki

### Podsumowanie startów
| Sezon | Zespół | Konstruktor   | Zgł. | PKT | P.   | P1 | P2 | P3 | Punkt. | PP | NO | NS | DK | NZ |
| --- | --- | ------------- | ---- | --- | ---- | -- | -- | -- | ------ | -- | -- | -- | -- | -- |
| 1972 | Team Gunston | Surtees-Ford  | 1    | -   | NS   | -  | -  | -  | -      | -  | -  | 1  | -  | -  |
| 1971 | Team Gunston | March-Ford    | 1    | -   | NS   | -  | -  | -  | -      | -  | -  | 1  | -  | -  |
| 1970 | Team Gunston | Lotus-Ford    | 1    | -   | bd.  | -  | -  | -  | -      | -  | -  | -  | -  | -  |
| 1969 | Team Gunston | Lotus-Ford    | 1    | -   | NS   | -  | -  | -  | -      | -  | -  | 1  | -  | -  |
| 1968 | Team Gunston | Brabham-Repco | 1    | -   | bd.  | -  | -  | -  | -      | -  | -  | -  | -  | -  |
| 1967 | Zgłoszony prywatnie | Cooper-Climax | 1    | 6   | 11   | -  | 1  | -  | 1      | -  | -  | -  | -  | -  |
| 1965 | Zgłoszony prywatnie | Cooper-Climax | 1    | -   | NS   | -  | -  | -  | -      | -  | -  | -  | -  | -  |
| 1964 | Cooper Car Co | Cooper-Climax | 1    | -   | NS   | -  | -  | -  | -      | -  | -  | -  | -  | 1  |
| 1963 | Zgłoszony prywatnie | Cooper-Climax | 1    | -   | bd.  | -  | -  | -  | -      | -  | -  | -  | -  | -  |
| 1962 | Zgłoszony prywatnie | Cooper-Climax | 1    | -   | bd.  | -  | -  | -  | -      | -  | -  | -  | -  | -  |
| Razem | 2 | 5             | 10   | 6   | 1x11 | -  | 1  | -  | 1      | -  | -  | 3  | -  | 1  |
| Sezon | Zespół | Konstruktor   | Zgł. | PKT | P.   | P1 | P2 | P3 | Punkt. | PP | NO | NS | DK | NZ |
| \| Legenda \| Legenda \| \| ------------------------------------------ \| ------------------------------------------------------------------------------------------------------------------------------------------------------------------------------------------------------------------------------------------------------------------------------------------------------------------------------------------------------------------------------------------------------------------------------ \| \| Zgł. PKT P. P1 P2 P3 Punkt. PP NO NS DK NZ \| Liczba zgłoszeń do wyścigów Liczba zdobytych punktów Pozycja zajęta w klasyfikacji generalnej Liczba zwycięstw Liczba drugich miejsc Liczba trzecich miejsc Wyścigi, w których kierowca punktował Liczba zdobytych pole position Liczba zdobytych najszybszych okrążeń Wyścigi, w których kierowca był niesklasyfikowany Wyścigi, w których kierowca był zdyskwalifikowany Wyścigi, do których kierowca się nie zakwalifikował \| | |               |      |     |      |    |    |    |        |    |    |    |    |    |
| Legenda | |               |      |     |      |    |    |    |        |    |    |    |    |    |
| Zgł. PKT P. P1 P2 P3 Punkt. PP NO NS DK NZ | Liczba zgłoszeń do wyścigów Liczba zdobytych punktów Pozycja zajęta w klasyfikacji generalnej Liczba zwycięstw Liczba drugich miejsc Liczba trzecich miejsc Wyścigi, w których kierowca punktował Liczba zdobytych pole position Liczba zdobytych najszybszych okrążeń Wyścigi, w których kierowca był niesklasyfikowany Wyścigi, w których kierowca był zdyskwalifikowany Wyścigi, do których kierowca się nie zakwalifikował |               |      |     |      |    |    |    |        |    |    |    |    |    |